# Rio Conciu
O Rio Conciu é um rio da Romênia, afluente do Rio Prahova, localizado no distrito de Prahova.